# Новобытовское сельское поселение
Новобы́товское се́льское поселе́ние — муниципальное образование в составе Николаевского района Волгоградской области.
Административный центр — хутор Новый Быт.

## История
Новобытовское сельское поселение образовано 14 февраля 2005 года в соответствии с Законом Волгоградской области № 1005-ОД.

## Население
| 2010 | 2012 | 2013 | 2014 | 2015 | 2016 | 2017 |
| ---- | ---- | ---- | ---- | ---- | ---- | ---- |
| 797  | ↗798 | ↘783 | ↘776 | ↘773 | ↘755 | ↘725 |
| 2018 | 2019 | 2020 | 2021 |      |      |      |
| ↘706 | ↘687 | ↘683 | ↘663 |      |      |      |

## Состав сельского поселения
| № | Населённый пункт | Тип населённого пункта        | Население |
| - | ---------------- | ----------------------------- | --------- |
| 1 | Новый Быт        | хутор, административный центр | ↘663      |